# Cervon
Cervon település Franciaországban, Nièvre megyében. Lakosainak száma 594 fő (2022. január 1.). Cervon Magny-Lormes, Corbigny, Lormes, Montreuillon, Mouron-sur-Yonne, Sardy-lès-Épiry és Vauclaix községekkel határos.

## Népesség
A település népességének változása:
| Lakosok száma | 599  | 632  | 673  | 650  | 657  | 661  | 639  | 616  | 594  |
|               | 2013 | 2015 | 2016 | 2017 | 2018 | 2019 | 2020 | 2021 | 2022 |